# Stroommeter

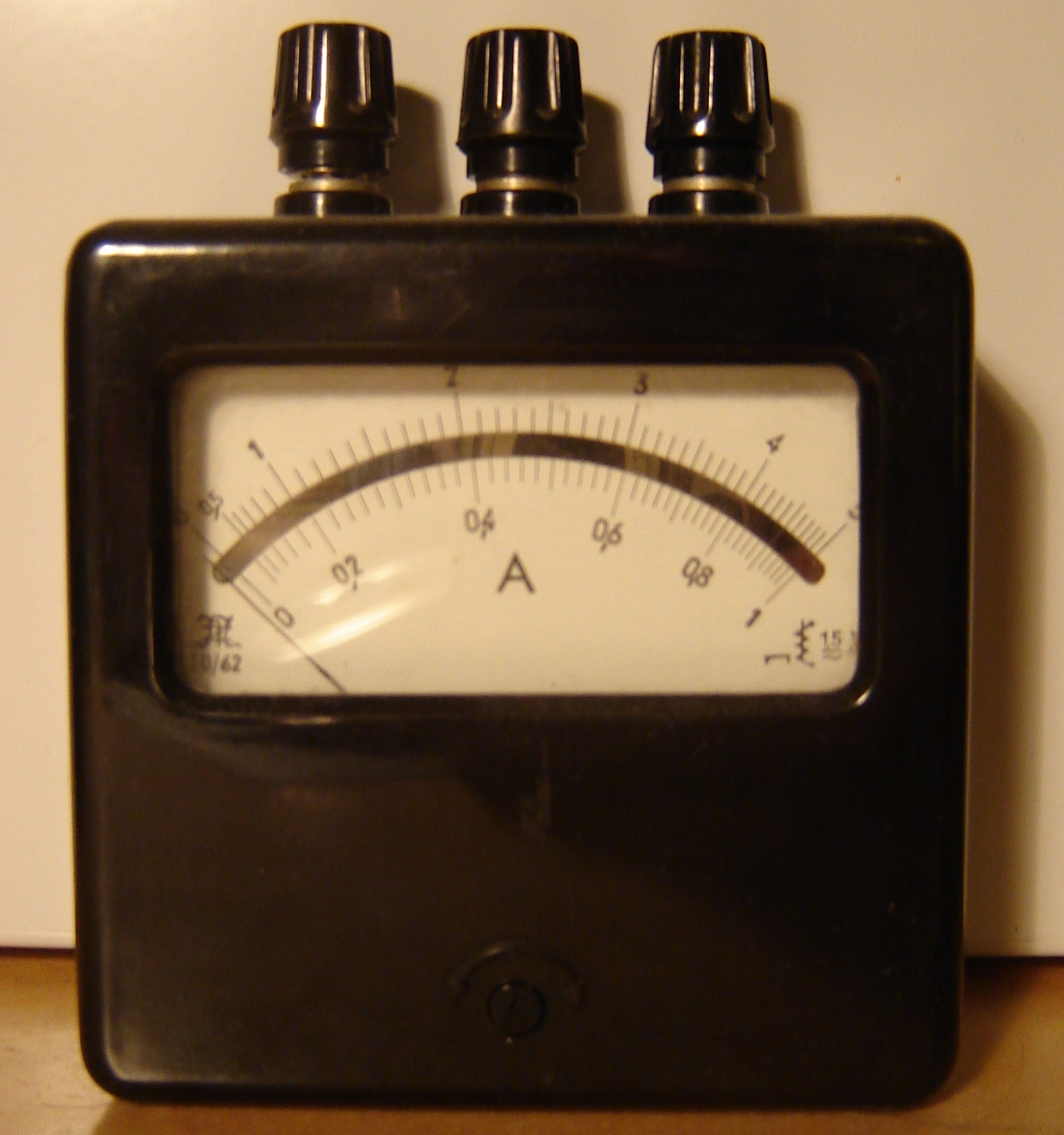
Stroommeter

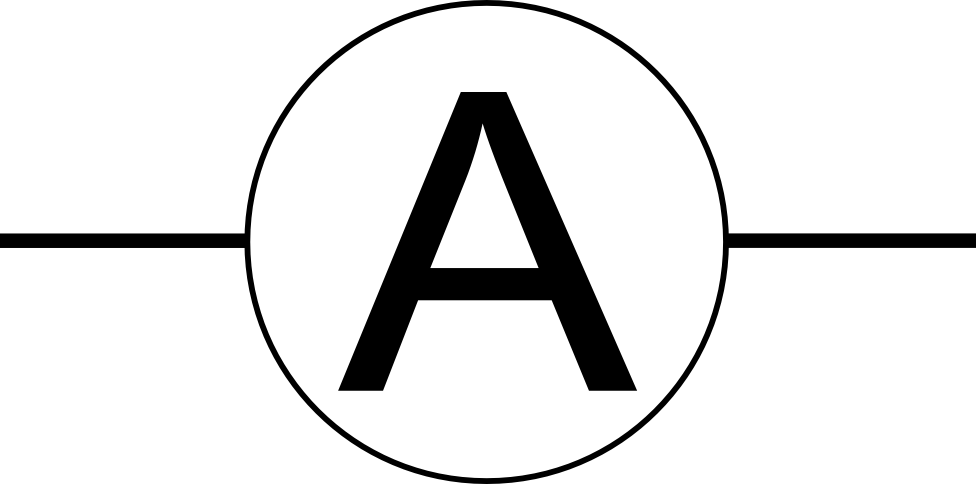
Symbool voor een stroommeter

Een stroommeter of ampèremeter is een meetinstrument om de sterkte van een elektrische stroom te meten. De sterkte van een elektrische stroom wordt uitgedrukt in ampère, vandaar de voorheen gangbare naam ampèremeter.

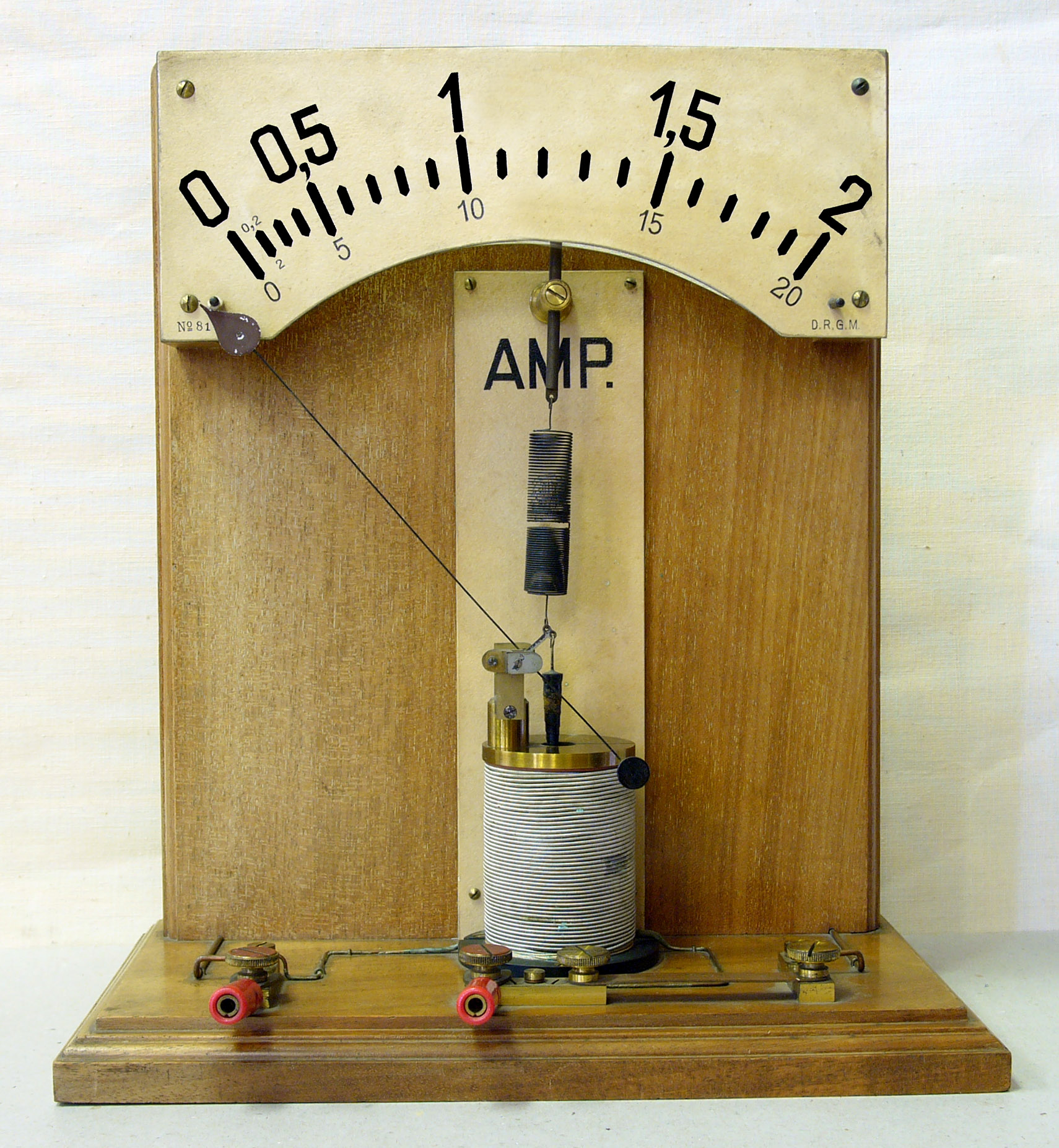
Demonstratiemodel van een weekijzermeter

Een vroege vorm van de stroommeter is de weekijzermeter. Deze maakt gebruik van het verschijnsel dat rond een geleider waarin een elektrische stroom vloeit, een magnetisch veld ontstaat. Door de geleider tot een spoel te wikkelen wordt dit magneetveld versterkt. Het opgewekte magneetveld wordt gebruikt om een stuk weekijzer aan te trekken dat met een veer op zijn plaats wordt gehouden. De afstand waarover het weekijzer wordt aangetrokken, is een maat voor de sterkte van de elektrische stroom die door de spoel loopt.
Om de invloed van het meetapparaat op de gemeten elektrische schakeling zo klein mogelijk te houden werd getracht de inwendige elektrische weerstand van een dergelijke spoel zo klein mogelijk te maken.
Een praktische elektromagnetische meter gebruikt een zeer kleine spoel, die een halfrond stuk weekijzer kan aantrekken, dat opgehangen is aan een as en met een spiraalveer op zijn plaats gehouden wordt. Aan de as van deze constructie is een lange wijzer verbonden die de gemeten stroom op een wijzerplaat aanduidt. Omdat een dergelijke minieme spoel gemakkelijk oververhit kan raken en kan verbranden als er grote stromen door vloeien, plaatste men vaak een weerstand parallel aan de spoel (een shuntweerstand), waardoor het grootste deel van de stroom kon vloeien. Zo werd het ook mogelijk grote stromen meten. 
Omdat de elektromagnetische meter aan nauwkeurigheid te wensen overliet, heeft men later de draaispoelmeter ontworpen. Deze analoge meter was niet alleen nauwkeuriger, maar had tevens een lager eigen verbruik.
Praktische hedendaagse stroommeters zijn in principe voltmeters met een laagohmige weerstand over hun meetcontacten. Deze voltmeters zijn bijna alle van het digitale type, ze gebruiken een analoog-digitaalomzetter (ADC) en een kleine computer om een spanning te meten en op een lcd-scherm te tonen.
Eén probleem met stroommeters is dat het te meten elektrische circuit fysiek onderbroken moet worden om de meter in het circuit op te nemen. Daarom wordt bij het meten van wisselstromen ook gebruikgemaakt van een zogenaamde stroomtang. Deze bestaat uit een in twee delen gesplitste weekijzeren ring die om de draad geplaatst kan worden waardoor de te meten wisselstroom vloeit. Het opgewekte magneetveld rond de draad wordt dan in het weekijzer gevangen, en in een om deze weekijzeren kern gewikkelde spoel wordt een gemakkelijk te meten elektrische spanning opgewekt.